# Isfiskar
Isfiskar (Channichthyidae) är en familj i underordningen Notothenioider som tillhör ordningen abborrartade fiskar. De förekommer uteslutande i närheten av Antarktis och saknar de röda blodkropparna (erytrocyter) och därmed hemoglobin. Syret binds fysikaliskt i blodplasman så att blodet inte blir trögflytande.
Allmänt flyter blodet inte lika bra som hos djur med erytrocyter. Därför har dessa fiskar större blodkärl, en större blodvolym och ett mycket stort hjärta. Det antas även att isfiskar har möjligheten att andas genom huden.
Trots allt förbrukar isfiskar redan när de vilar 65 % av sin syrekapacitet.
Arterna av familjen livnär sig av krill, hoppkräftor och andra fiskar.
Isfiskar blir upp till 60 centimeter långa och saknar fjäll. Lektiden ligger i den antarktiska hösten.
På grund av fångst minskade isfiskarnas bestånd tydligt under 1970-talet. Enligt uppgifter från Greenpeace uppgick fångsten 1978 till 230 000 ton av dessa fiskar. Sedan dess har populationen inte återhämtat sig.
Hittills är 11 släkten av familjen kända:
- Chaenocephalus
- Chaenodraco
- Champsocephalus
- Channichthys
- Chionobathyscus
- Chionodraco
- Cryodraco
- Dacodraco
- Neopagetopsis
- Pagetopsis
- Pseudochaenichthys